# Принцеса Іман бінт Абдулла
Принцеса Іман бінт Абдулла (араб. إيمان بنت عبدالله; (27 вересня 1996 , Амман ) — йорданська принцеса, перша донька та друга дитина короля Абдалли II і королеви Йорданії Ранії.

## Ранній життєпис
Народилася в Аммані 27 вересня 1996 року в медичному центрі короля Хусейна в Аммані, другою дитиною короля Йорданії Абдалли II та королеви Ранії. У неї два брати і одна сестра. Принцеса Іман входить до складу хашимітської родини. Її дід по батькові був тодішнім королем Хусейном, а її бабуся — англійська принцеса Муна, яка була його другою дружиною. В Іман є один старший брат, кронпринц Хусейн, і двоє молодших братів і сестер, принцеса Сальма та принц Хашем.

## Титули
Іман — йорданська принцеса з офіційним стилем і титулом «Її Королівська Величність Принцеса Йорданії Іман». На момент свого народження вона носила титул «Її Світла Величність», але коли їй виповнився рік, вона почала використовувати свій офіційний стиль і титул.

## Особисте життя
6 липня 2022 року Королівський хашимітський суд оголосив про заручини принцеси Іман із Джамілем Александром «Джиммі» Терміотісом (нар. 28 квітня 1994 року в Каракасі у Венесуелі). Він був співзасновником Outbound Ventures, технологічної інвестиційної компанії в Нью-Йорку. Пара одружилася 12 березня 2023 року в палаці Бейт Аль Урдун. 16 лютого 2025 року у пари народилася дочка Аміна.